# يوحنا أندرسون
يوحنا أندرسون (بالسويدية: Johan Gunnar Andersson)‏ (و. 1874 – 1960 م) هو عالم إنسان، وإحاثي، وعالم آثار، من السويد، كان عضوًا في الأكاديمية الملكية السويدية للعلوم، توفي في ستوكهولم، عن عمر يناهز 86 عاماً.

## التعليم
تعلم في جامعة أوبسالا.

## جوائز
حصل على جوائز منها:
- جائزة شيله [الإنجليزية]‏ (1904)
- Vega Medal  [لغات أخرى]‏ (1904).

## روابط خارجية
- يوحنا أندرسون على موقع الموسوعة البريطانية (الإنجليزية)